# Paço do Lumiar
Paço do Lumiar – miasto i gmina w Brazylii leżące w stanie Maranhão. Gmina zajmuje powierzchnię 122,828 km². Według danych szacunkowych w 2020 roku miasto liczyło 123 747 mieszkańców. Położone jest na wyspie Upaon-Açu, około 20 km na wschód od stolicy stanu, miasta São Luís, oraz około 1800 km na północny wschód od Brasílii, stolicy kraju. 
W 2018 roku wśród mieszkańców gminy PKB per capita wynosił 7733,25 reais brazylijskich.